# 蒙莫斯大學
蒙莫斯大学（Monmouth University），是一所主校区位于美国新泽西州西长布兰奇的私立大学，在《美国新闻与世界报道》的美国北部地区大学排名内可以排在前30位。它创立于1933年，当时是一所初级学院，1995年升格为大学。